# Mack the Knife

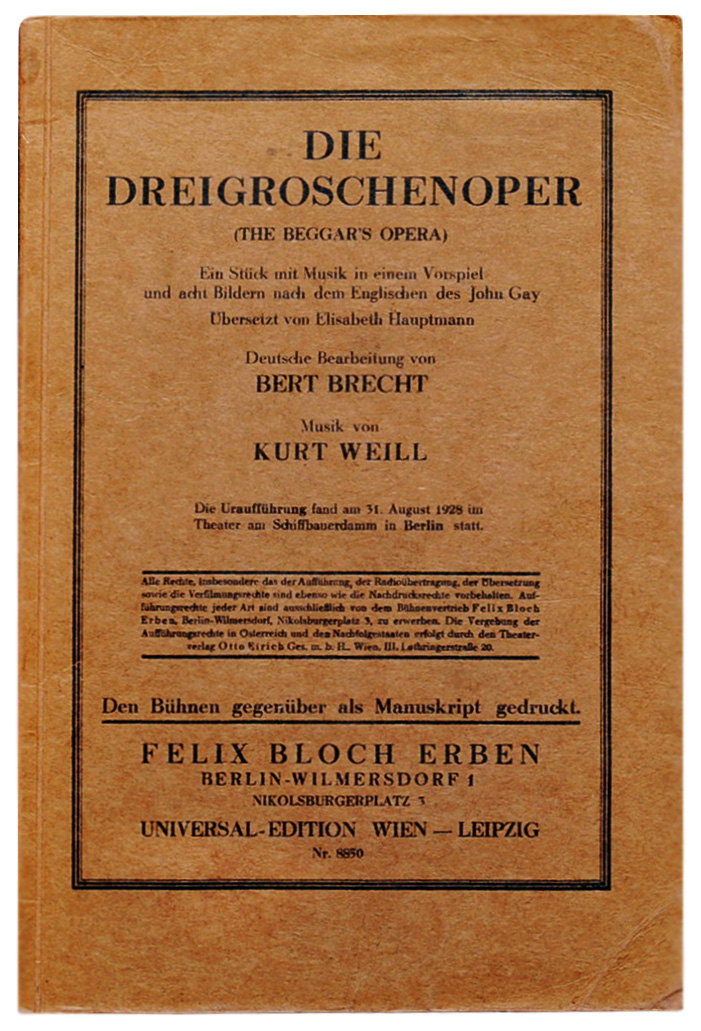
Folha de rosto da música "Mack the Knife"

"Mack the Knife" ou "The Ballad of Mack the Knife", originalmente "Die Moritat von Mackie Messer", é uma música composta por Kurt Weill com letra de Bertolt Brecht para o drama musical dos mesmos, Die Dreigroschenoper, ou, como é conhecida em inglês, The Threepenny Opera. Estreou em Berlim em 1928. A música se tornou muito popular nos EUA, e foi cantada por Frank Sinatra, Ella Fitzgerald, Louis Armstrong, Bobby Darin, Tom Waits e outros artistas.

## A Ópera dos Três Vinténs
Uma Moritat é uma versão medieval da murder ballad realizada por um menestrel. Em The Threepenny Opera, o cantor com seu órgão de rua apresenta e encerra o drama com a história do mortal Mackie Messer, ou Mack the Knife, um personagem baseado no arrojado highwayman Macheath em The Beggar's Opera, de John Gay (que por sua vez foi baseado no ladrão histórico Jack Sheppard). A versão de Brecht-Weill do personagem era muito mais cruel e sinistra, e foi transformada em um moderno anti-herói.
A peça começa com o cantor comparando Macheath (desfavoravelmente) com um tubarão, e depois contando histórias de seus roubos, assassinatos, estupros e incêndios.
A canção foi uma adição de última hora, inserida pouco antes de sua estreia em 1928, porque Harald Paulsen, o ator que interpretou Macheath, exigiu que Brecht e Weill acrescentassem outro número que apresentasse seu personagem com mais eficiência.